# Pressagny-l'Orgueilleux
 Pressagny-l'Orgueilleux  es una población y comuna francesa, en la región de Alta Normandía, departamento de Eure, en el distrito de Les Andelys y cantón de Écos.

## Administración
Lista de los alcaldes (Fuente: Libro de actas del Ayuntamiento)
- Elegido a 20 de febrero de 1790: Thomas Francis, alcalde.
- Elegido 11 Frimaire 2: Jean Baptiste Eustache.
- Nombrado. 1808? de Caqueray.
- Nombrado. 13 de octubre de 1811: Jean-Jacques Eustache.
- Nombrado. 20 de abril de 1817: Jean-Baptiste Eustache.
- Nombrado. 4 de abril de 1820: María Alexandre Seguin.
- Nombrado. 10 de febrero de 1830: Pierre André Eustache.
- Nombrado. 1.º de noviembre de 1840: Jean Benard (padre).
- Elegido. 15 de agosto de 1848: Antoine René de Perrier.
- Nombrado. 2 de septiembre de 1860: Antoine René de Perrier.
- Nombrado. 2 de enero de 1865: Jean Benard (hijo).
- Nombrado. 5 de octubre de 1870: Renault Eustache.
- Elegido. 8 de octubre de 1876: Renault Eustache.
- Elegido. 21 de enero de 1878: Zachary Benard (por edad)
- Elegido. 18 de mayo de 1884: Henri Chauvet.
- Elegido. 20 de mayo de 1888: Pierre Pantin.
- Elegido. 15 de mayo de 1891: Alexandre Lehec.
- Elegido. 17 de mayo de 1896: Alexandre Lehec.
- Elegido. 20 de mayo de 1900: Alexandre Lehec.
- Elegido. 15 de mayo de 1904: Alexandre Lehec.
- Elegido. 17 de mayo de 1908: Alexandre Lehec.
- Elegido. 19 de mayo de 1912: Alexandre Lehec.
- Elegido. 11 de diciembre de 1919: Alexandre Lehec.
- Elegido. 15 de mayo de 1925: Alexandre Lehec.
- Elegido. 14 de octubre de 1928: Emile Lanvin.
- Elegido. 30 de septiembre de 1932: León Guinel.
- Elegido. 19 de mayo de 1935: Leo Guinel.
- Nombrado. 19 de diciembre de 1940: Louis Varin.
- Nombrado. 9 de agosto de 1941: Raoul Herpin (Presidente por Delegación Especial).
- Nombrado. 29 de agosto de 1944: Louis Expert-Bezançon.
- Elegido. 22 de mayo de 1945: Marcel Gimonet.
- Elegido. 26 de octubre de 1947: Marcel Gimonet.
- Elegido. 26 de diciembre de 1948: Jean Dupuis.
- Elegido. 19 de mayo de 1953: Jean Dupuis.
- Elegido. 21 de marzo de 1959: Jean Dupuis.
- Elegido. 20 de marzo de 1965: Jean Dupuis.
- Elegido. 27 de marzo de 1971: Jean Dupuis.
- Elegido. 2 de julio de 1973: Jacques Eudier.
- Elegido. 6 de octubre de 1973: Remy Lebrun.
- Elegido. 24 de marzo de 1977: Remy Lebrun.
- Elegido. 14 de marzo de 1983: Jean-Marie Malafosse.
- Elegido. 12 de marzo de 1989: Jean-Marie Malafosse.
- Elegido. 11 de junio de 1995: Jean-Marie Malafosse.
- Elegido. 11 de marzo de 2001: Jean-Marie Malafosse.
- Elegido. 14 de marzo de 2008: Jacky Meneray.

## Demografía
| 226 | 232 | 327 | 482 | 617 | 757 |
| Para los censos de 1962 a 1999 la población legal corresponde a la población sin duplicidades (Fuente: INSEE [Consultar]) |     |     |     |     |     |